# Milford (Kansas)
Milford è un comune degli Stati Uniti d'America, situato nello Stato del Kansas, nella Contea di Geary.